# Koning (schaken)

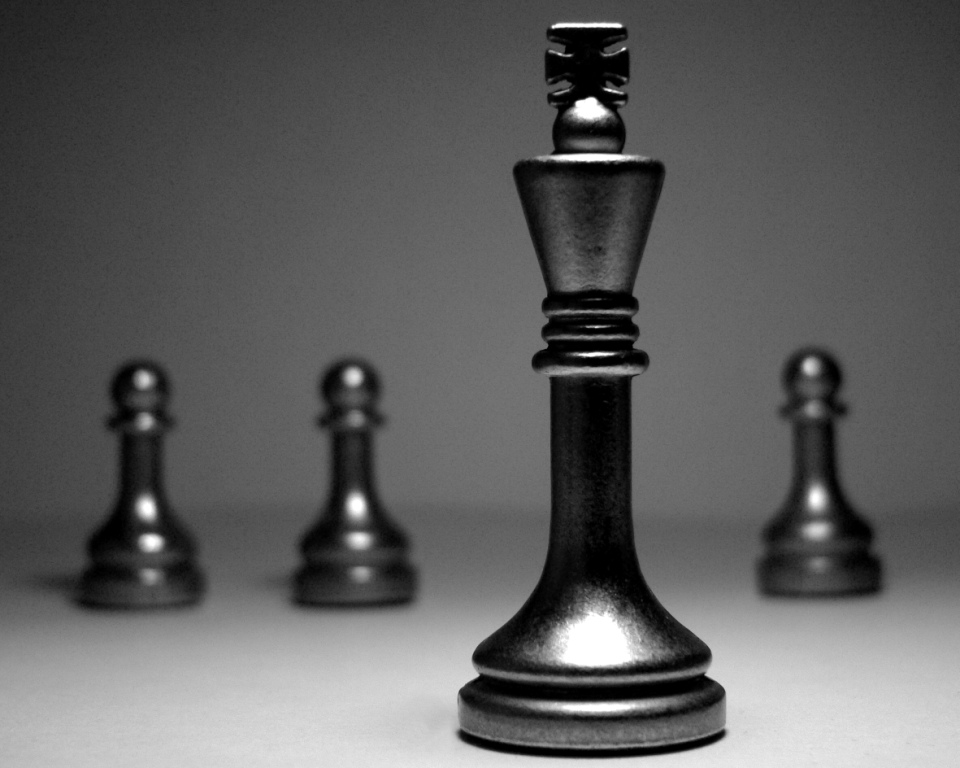
Een zwarte koning

De koning is een van de zes verschillende schaakstukken, en tevens het stuk waar het hele spel om draait. Het uiteindelijke doel van het spel is om de koning van de tegenstander mat te zetten.

## Beginpositie
De witte koning staat in de beginpositie op e1, naast de dame. De zwarte koning staat tegenover de witte koning op het veld e8.

## Loop van de koning
De koning kan zich per zet slechts één veld verplaatsen, maar wel in elke richting, dus in totaal acht kanten op. Hij mag echter nooit een veld betreden dat door de andere partij bestreken wordt, omdat hij zichzelf anders schaak zou zetten, wat verboden is. Hierdoor kunnen de twee vijandelijke koningen dus ook nooit rechtstreeks naast elkaar gaan staan, er moet altijd minstens één veld tussen hen beiden leeg blijven. Zie verder het diagram.
- Staat de koning in de hoek, bijvoorbeeld op veld a8, dan bestrijkt hij drie velden: a7, b7 en b8.
- Staat de koning op de rand, bijvoorbeeld op veld f1, dan bestrijkt hij vijf velden: e1, e2, f2, g1 en g2.
- Staat de koning op een ander veld, bijvoorbeeld op e5, dan heeft hij met acht velden zijn grootste bereik: d4, d5, d6, e4, e6, f4, f5 en f6. Dat is dus maximaal ca. 14% van het schaakbord.

De koning wordt in het begin van de partij vaak in veiligheid gebracht door het uitvoeren van de rokade, waarbij hij twee velden naar links of rechts beweegt. Dit is tevens de enige keer in het spel dat de koning zich over twee velden in plaats van één mag bewegen. Dat is dan ook de eerste beweging die de koning tijdens het spel maakt, omdat rokeren niet meer mag als de koning al eerder een andere zet heeft gedaan.
De velden die door de koning bestreken worden heten koningsvelden.

## Sterkte
De koning bestrijkt in vergelijking met de meeste overige schaakstukken (afgezien van de pion) weinig velden. Gecombineerd met de kwetsbaarheid van de koning als uiteindelijk doel, is het daardoor feitelijk het zwakste stuk. De koning is tegelijk het waardevolste stuk: wie zijn koning niet langer kan verdedigen, verliest immers het spel. Het schaakspel draait zodoende om enerzijds de verdediging van de eigen koning en anderzijds het matzetten van die van de tegenstander. Aan de koning wordt daarom traditioneel een oneindige waarde toegekend want 'verlies' van de koning betekent verlies van de hele partij.
In de opening en in het middenspel staat de koning het veiligst aan de rand van het bord en wordt hij beschermd door de eigen pionnen, bij voorbeeld door middel van de rokade. In het eindspel, wanneer er minder stukken op het bord staan, speelt de koning vaak pas actief mee. Vooral vanuit het centrum en voor hulp bij het matzetten van een KA (koning alleen) is hij dan wel een sterk stuk, soms zelfs onmisbaar.
De koning kan zich even vlug in diagonale als in verticale richting naar een bepaalde rij begeven.

## Spelregel die de koning beschermt
De koning kan, in tegenstelling tot andere stukken, in het spel nooit effectief geslagen worden. Een speler mag immers geen zet doen waarmee de eigen koning schaak gezet wordt. Als een speler schaak staat, is hij verplicht om het schaak te pareren.
Voor de strategie van het schaakspel maakt het bovenstaande in de meeste gevallen geen verschil. De regel lijkt hoofdzakelijk te dienen om een speler tegen blunders te beschermen. Er is één situatie waarin het wel verschil maakt: als de koning niet schaak staat en de speler tegelijkertijd geen enkele reglementaire zet kan doen (en het schaakzetten van de eigen koning is onreglementair), is er sprake van pat en eindigt het spel in remise. Zou deze beschermende regel niet bestaan, dan zou een speler bij pat meestal verliezen: hij zou dan immers meestal verplicht de eigen koning schaak zetten waarna de koning geslagen wordt.

## KA (koning alleen)
De koning is een KA (koning alleen) als er geen andere stukken van dezelfde kleur zijn. Om de KA mat te zetten is de eigen koning plus één zwaar stuk (dame of toren) nodig. Met een enkel licht stuk (loper of paard) kan het mat niet geforceerd worden. Met een pion lukt het wel, indien het mogelijk is deze te laten promoveren. Het matzetten is ook mogelijk met twee lopers of een loper en een paard (zie matvoering).

## Varia
- Een speler die verliest, hetzij door mat, hetzij doordat hij inziet dat hij niet meer kan winnen, kan als "teken van overgave" zijn koning plat op het bord leggen of aan de winnaar aanbieden. Dit heet "de koning omleggen".